# Jämshögs distrikt
Jämshögs distrikt är ett distrikt i Olofströms kommun och Blekinge län. 
Distriktet ligger i och omkring Olofström. 

## Tidigare administrativ tillhörighet
Distriktet inrättades 2016 och utgörs av en del av det område som Olofströms köping utgjorde till 1971, och där detta område före 1967 utgjort köpingen samt Jämshögs socken som införlivades det året.
Området motsvarar den omfattning Jämshögs församling hade vid årsskiftet 1999/2000.